# (16547) 1991 RS7
(16547) 1991 RS7 est un astéroïde de la ceinture principale d'astéroïdes découvert en 1991.

## Description
(16547) 1991 RS7 a été découvert le 7 septembre 1991 à l'observatoire Palomar, situé au nord de San Diego en Californie, par Eleanor Francis Helin.

### Caractéristiques orbitales
L'orbite de cet astéroïde est caractérisée par un demi-grand axe de 2,76 UA, un périhélie de 2,45 UA, une excentricité de 0,11 et une inclinaison de 8,51° par rapport à l'écliptique. Du fait de ces caractéristiques, à savoir un demi-grand axe compris entre 2 et 3,2 UA et un périhélie supérieur à 1,666 UA, il est classé, selon la JPL Small-Body Database, comme objet de la ceinture principale d'astéroïdes.

### Caractéristiques physiques
(16547) 1991 RS7 a une magnitude absolue (H) de 13,9 et un albédo estimé à 0,045.